# Charlie Huston
Charlie Huston (Oakland, 1967) è uno scrittore e fumettista statunitense di gialli, thriller e noir.

## Biografia
Nato a Oakland e cresciuto a Livermore, il minore dei due figli di un carrellista e una casalinga, da adolescente si appassiona ai fumetti di supereroi, in particolare a Devil: Rinascita, la Legione dei Super-Eroi e gli X-Men di Chris Claremont. Iscrittosi a scrittura creativa all'università di San Francisco, cambia indirizzo dopo un semestre e riceve il suo Bachelor of Arts in scienze della comunicazione. Nel 1995 si trasferisce a New York con velleità d'attore, dopo aver studiato recitazione in una graduate school, senza però che ciò conduca a particolari sbocchi: in seguito alla chiusura della filodrammatica in cui recitava, si trova a lavorare come barista scrivendo nel tempo libero.
Esordisce nel 2004 pubblicando per i tipi di Ballantine il thriller A tuo rischio e pericolo, di cui Stephen King loderà la «suspense, atmosfere newyorchesi, ritmo indiavolato e battute fulminanti». Ad esso farà seguire altri due romanzi sulle peripezie criminose di Hank Thompson, un'ex stella del baseball liceale e, come l'autore, un californiano trapiantato nella Grande Mela che sbarca il lunario come barista: col secondo capitolo della trilogia, Six Bad Things, Huston verrà candidato al premio Edgar nel 2006.
Il successo di A tuo rischio e pericolo gli permette di riesumare un manoscritto giovanile bocciato dagli editori che vedrà così la luce nel 2005 col titolo di Per amore del sangue: il romanzo segue le indagini del vampiro/investigatore privato Joe Pitt in una New York dalle tinte pulp e horror e sarà capostipite di un'altra serie di romanzi. Sempre nel 2006 ha occasione di rispolverare la sua passione per il fumetto, riaccesasi grazie alla lettura di Astonishing X-Men e Ultimates 1, quando la Marvel gli affida il rilancio di Moon Knight. Parallelamente ai gialli di Joe Pitt e al suo primo thriller "californiano", Huston si occuperà infatti dei testi dei 19 albi che compongono la quinta serie dedicata al supereroe illustrata da David Finch. La serie ha contribuito a resuscitare la popolarità del personaggio ed è rimasta negli anni un metro di paragone per le storie ad esso dedicate.
Trasferitosi a Los Angeles, nel 2009 pubblica L'arte di cancellare la morte, che, secondo Janet Maslin del New York Times, ne segna il passaggio dalla "nicchia del genere" al "mainstream dei giallisti", oltre ad essere un finalista del premio Edgar per il miglior romanzo nel 2010. Lo stesso anno, i diritti del romanzo vengono opzionati dall'HBO per trarne una serie TV di cui Huston scriverà la sceneggiatura, ma, dopo averne visionato l'episodio pilota diretto da Alan Ball, l'emittente decide di non dare semaforo verde al progetto. Nel 2013 pubblica il suo dodicesimo romanzo in nove anni, che va a sommarsi ad una ventina di altre storie per la Marvel e un paio di sceneggiature (non prodotte) per cinema e TV scritte nel medesimo lasso di tempo, una costanza come autore che non passa inosservata nel panorama letterario americano.
Tuttavia passerà più di un decennio perché Huston pubblichi qualcos'altro, a causa degli effetti dell'alcolismo e la dipendenza da cannabis di cui aveva sofferto per 45 anni, dalla preadolescenza fino al 2022, e che avevano caratterizzato non solo le tematiche da lui affrontate come scrittore, ma anche il suo frenetico modus operandi per il primo decennio di carriera. Suo fratello maggiore, che condivideva la dipendenza dalle medesime sostanze, ne è morto a 32 anni verso la fine degli anni '90. In questo periodo si dedica principalmente alla TV: nel 2015 è showrunner di Powers, serie di supereroi tratta dall'omonimo fumetto di Brian Michael Bendis, abbandonandola però alla fine della sua prima stagione per delle divergenze creative. Nel 2024, anno della pubblicazione del suo primo romanzo in dieci anni, Catchpenny, viene annunciato anche un adattamento cinematografico di A tuo rischio e pericolo scritto dallo stesso Huston per la regia di Darren Aronofsky e con Austin Butler nel ruolo di Hank.
È sposato con l'attrice di Broadway Virginia Louise Smith, con cui ha una figlia.

## Romanzi

### Trilogia di Hank Thompson
- Caught Stealing (2004)
  -  A tuo rischio e pericolo, traduzione di Matteo Diari, Roma, Fanucci, 2007, ISBN 978-88-347-1281-8.
- Six Bad Things (2005)
- A Dangerous Man (2006)

### Joe Pitt Casebooks
- Already Dead (2005)
  -  Per amore del sangue, traduzione di Matteo Diari, Roma, Fanucci, 2009, ISBN 978-88-347-1446-1.
- No Dominion (2006)
- Half the Blood of Brooklyn (2007)
- Every Last Drop (2008)
- My Dead Body (2009)

### Altri
- The Shotgun Rule (2007)
- The Mystic Arts of Erasing All Signs of Death (2009)
  -  L'arte di cancellare la morte, traduzione di Alessio Cocimano, Milano, BD, 2013, ISBN 978-88-6634-768-2.
- Sleepless (2010)
  -  Parainsonnia, traduzione di Silvia Bogliolo, Milano, Rizzoli, 2010, ISBN 978-88-17-04400-4.
- Skinner (2013)
- Catchpenny (2024)

## Fumetti
- Moon Knight vol. 5 #1–19 (Marvel, 2006–2008). Raccolti in:
  - #1–6.  Moon Knight 1: Il fondo, collana 100% Marvel, n. 49, Modena, Marvel Italia, 2007, ISBN 978-88-83-43694-9.
  - #7–13.  Moon Knight 2: Sole di mezzanotte, collana 100% Marvel, n. 61, Modena, Marvel Italia, 2008, ISBN 978-88-83-43840-0.
  - #14–19.  Moon Knight 3: Dio e patria, collana 100% Marvel, n. 73, Modena, Marvel Italia, 2009, ISBN 978-88-6346-155-8.
- The Ultimates 2 Annual #2 (Marvel, 2006).
- Legion of Monsters: Man-Thing (Marvel, 2007).
- X-Force Special: Ain't No Dog (Marvel, 2008).
- Deadpool vol. 4 #900 (Marvel, 2009).
- Shang-Chi: Master of Kung-Fu vol. 2 (Marvel, 2009).
- Punisher vol. 7 #75 (Marvel, 2009).
- Deathlok: The Demolisher #1–7 (Marvel, 2010). Raccolti in:
  -  Deathlok: Il demolitore, collana 100% Marvel, n. 164, Modena, Marvel Italia, 2013, ISBN 978-88-63-04986-2.
- Dark Avengers vol. 1 #13 (Marvel, 2010).
- Punisher Max: Hot Rods of Death (Marvel, 2010).
- Bullseye: Perfect Game #1–2 (Marvel, 2011).
- Wolverine: The Best There Is #1–12 (Marvel, 2011–2012). Raccolti in:
  - #1–6.  Wolverine: Il migliore in quello che fa 1, collana 100% Marvel, n. 126, Modena, Marvel Italia, 2012, ISBN 978-88-6589-416-3.
  - #7–12.  Wolverine: Il migliore in quello che fa 2, collana 100% Marvel, n. 135, Modena, Marvel Italia, 2012, ISBN 978-88-6589-790-4.

## Filmografia

### Sceneggiatore

#### Cinema
- Una scomoda circostanza - Caught Stealing (Caught Stealing), regia di Darren Aronofsky (2025)

#### Televisione
- Powers – serie TV, episodi 1x01-1x02-1x10 (2015)
- Gotham – serie TV, episodi 4x08-4x16-4x20 (2017-2018)

### Produttore esecutivo
- Una scomoda circostanza - Caught Stealing (Caught Stealing), regia di Darren Aronofsky (2025)

## Adattamenti cinematografici delle sue opere
- 2010 – All Signs of Death (episodio pilota scartato per HBO), dal romanzo L'arte di cancellare la morte.[8][9]
- 2025 – Una scomoda circostanza - Caught Stealing, dal romanzo A tuo rischio e pericolo.[11]

## Premi
- Premi Edgar[1][3]
  - 2006 – Candidatura al miglior brossurato originale per Six Bad Things
  - 2010 – Candidatura al miglior romanzo per L'arte di cancellare la morte